# کارل-رابرت الن
کارل-رابرت الن (انگلیسی: Karl-Robert Ameln; ۴ سپتامبر ۱۹۱۹ – ۱ آوریل ۲۰۱۶) قایقران، و قایقران قایق بادبانی اهل سوئد بود.